# Celebrity Equinox

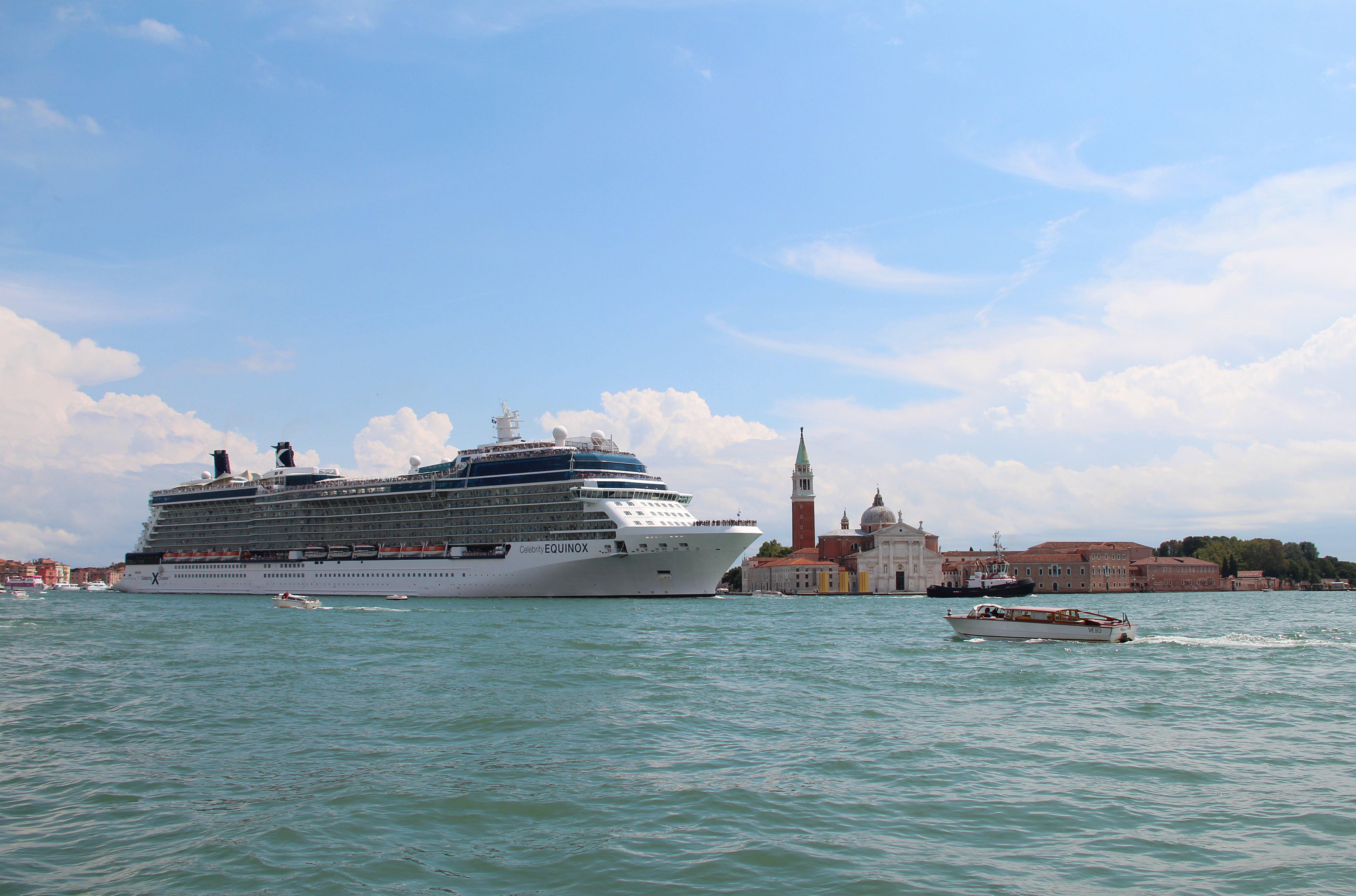
Круизный лайнер плывет в Бачино-ди-Сан-Марко в Венеции.

Celebrity Equinox — второе круизное судно класса Solstice в собственности компании Celebrity Cruises Ltd. и эксплуатируемое оператором Celebrity Cruises.
Судно, преимущественно летом, выполняет маршруты в Средиземном море, а зимой из города Форт-Лодердейл в США по Карибскому морю.
Судами-близнецами являются Celebrity Solstice, Celebrity Eclipse, Celebrity Silhouette и Celebrity Reflection. 

## История
Киль судна под заводским номером 676 был заложен 6 августа 2008 г. на верфи Meyer Werft в Папенбурге, Германия.17 июля 2009 года судно было передано оператору, а уже 31 июля отправилось в свой первый рейс.  Строительство Equinox обошлось в 641 млн долларов.

## На борту
Celebrity Equinox и другие корабли этого класса предлагают широкий выбор категорий кают, в том числе фирменный для компании ConciergeClass и AquaClass. На борту есть большой театр под названием Equinox Theatre, несколько ресторанов, в том числе специализированный ресторан для гостей AquaClass под названием Blue, большая зона для детей всех возрастов Fun Factory, интернет-кафе iLounge с компьютерной техникой Apple.
Изюминкой является газон со свежей зелёной травой в Lawn Club на верхней палубе, где гости могут устроить пикник, словно в парке, а также сыграть в крокет. Уникальным является шоу стеклодувов.